# Kutchicetus minimus
Kutchicetus minimus és una espècie de cetaci extint de la família dels remingtonocètids que visqué durant l'Eocè. Se n'han trobat restes fòssils a l'Índia.